# Alchemilla exsculpta
Alchemilla exsculpta är en rosväxtart som beskrevs av Sergei Vasilievich Juzepczuk. Alchemilla exsculpta ingår i släktet daggkåpor, och familjen rosväxter. Inga underarter finns listade i Catalogue of Life.